# الگوریتم تپه
الگوریتم Hilltop (تپه) الگوریتمی است که برای پیدا کردن اسناد مربوط به یک کلمه کلیدی خاص استفاده می‌شود. این الگوریتم توسط Krishna Bharat، در درحالی‌که در مرکز تحقیقات سیستم‌های کامپک فعالیت می‌کرد و George A. Mihăilă که در دانشگاهی در تورنتو مشغول کار بود، ایجاد شد و توسط گوگل در فوریه ۲۰۰۳ خریداری شد. این الگوریتم بر روی یک شاخص خاص از اسنادهای متخصص به اجرا در می‌آید. این‌ها صفحاتی پیرامون یک موضوع خاص هستند و لینک‌هایی را به صفحات غیر وابسته دیگری مرتبط با آن موضوع دارند. نتایج بر اساس یک تطابق رتبه‌بندی می‌شوند. در واقع این الگوریتم بین صفحات «متخصص» و «معتبر» ارتباط برقرار می‌کند: یک صفحه تخصصی، صفحه‌ای است که لینک‌های بسیاری از اسناد دیگر و البته مرتبط، به آن پیوند داده می‌شوند. از طرفی یک صفحه معتبر و مقتدر نیز صفحه‌ای است که در مورد یک موضوع خاص صحبت می‌کند و به بسیاری از صفحات غیر وابسته‌ای که بدان موضوع مرتبط هستند لینک می‌دهد، در واقع به صورت یک مرجع شناخته می‌شود. اگر یک وب‌ سایت به صفحات متخصص لینک دهد، یک مقتدر یا معتبر یا همان مرجع خواهد شد.
وقتی که شما یک پرسش یا کلمه‌کلیدی را در موتورهای جستجوی گوگل وارد می‌کنید، الگوریتم Hilltop برای پیدا کردن کلمات کلیدی مرتبط و حاوی اطلاعاتی مفیدتر به گوگل کمک می‌کند. 
در تئوری، گوگل در ابتدا صفحات متخصص را پیدا می‌کند و پس از آن صفحاتی که به آن لینک داده‌اند به رتبه خوبی خواهند رسید، به این معنی که در نمایش نتایج موتورهای جستجو اولویت با صفحه متخصص و پس از آن صفحات لینک داده شده‌است. صفحات در سایت‌هایی مانند یاهو، دی‌موز یا سایت‌های دانشگاهی و کتابخانه‌ای معمولاً صفحات متخصص در نظر گرفته می‌شوند.